# Galaxias fontanus
Galaxias fontanus је зракоперка из реда Salmoniformes и фамилије Galaxiidae.

## Угроженост
Ова врста је крајње угрожена и у великој опасности од изумирања.

## Распрострањење
Ареал врсте је ограничен на једну државу. 
Аустралија (тачније Тасманија) је једино познато природно станиште врсте.

## Станиште
Станиште врсте су слатководна подручја.